# Bocognano
Bocognano (korziško Bucugnà) je naselje in občina v francoskem departmaju Corse-du-Sud regije - otoka Korzika. Leta 2009 je naselje imelo 484 prebivalcev.

## Geografija
Kraj leži v osrednjem delu otoka Korzike v zgornji dolini reke la Gravona znotraj naravnega regijskega parka Korzike, 40 km severovzhodno od središča Ajaccia.

## Uprava
Bocognano je sedež kantona Celavo-Mezzana, v katerega so poleg njegove vključene še občine Carbuccia, Cuttoli-Corticchiato, Peri, Sarrola-Carcopino, Tavaco, Tavera, Ucciani, Valle-di-Mezzana in Vero s 8.313 prebivalci.
Kanton Celavo-Mezzana je sestavni del okrožja Ajaccio.